# Anders Henrik Ramsay
Anders Henrik Ramsay, född den 15 februari 1707 på Ihamäki gård i Somero socken, Finland, död den 22 december 1782, var en svensk friherre, krigare och ämbetsman. Han var far till Sofia Lovisa Ramsay och svärfar till Otto Wilhelm Ramsay.
Ramsay började redan som gosse sin krigarbana, då han, blott 11 år gammal, som frivillig åtföljde sin fader, då major vid Åbo och Björneborgs läns regemente, på tåget över fjällen mot Norge 1718. Han var med armén under återmarschen som blev känd som karolinernas dödsmarsch. Först 1722 inskrevs han i arméns rullor, vid Nylands och Tavastehus läns regemente, 1734–1741 tjänade han vid franska regementet Royal suédois, deltog i fälttåget över Rhen mot Tyskland samt avancerade till kapten. Han var med i hattarnas ryska krig och vann därunder 1742 befordran till kapten vid Tavastehus läns regemente. Under den närmast följande tidens partislitningar var Ramsay en ivrig anhängare av hovet; och då efterräkning för hovets revolutionsförsök vidtogs vid 1756 års riksdag, räddade sig Ramsay, som var bland de komprometterades antal, genom att en tid hålla sig dold. Han slöt sig sedermera till mössorna och utnämndes av dessa 1765 till landshövding i Savolaks och Kymmenegårds län samt upphöjdes 1766 i friherrligt stånd, men introducerades aldrig som sådan. På den militära banan avancerade han 1763 till överste vid prins Fredrik Adolfs regemente och 1769 till generalmajor. Missnöjd med mössornas styrelse och den hänsynslösa partipolitiken, slöt Ramsay sig åter till hovet och var en bland dem, som hjälpte Gustav III att genomföra statsvälvningen. Till belöning därför utnämndes han till generallöjtnant och överkommendant i Lovisa, från vilken post han 1774 förflyttades till landshövdingeplatsen i Nylands och Tavastehus län. Ramsay tog avsked 1776. Han var vida bekant för sin ovanliga kroppsstyrka. Ramsay blev riddare av Svärdsorden 1749 och kommendör med stora korset av samma orden 1769.